# Tom Lawton
Thomas Lawton (Logan City, 16 de enero de 1899 – Brisbane, 1 de julio de 1978) fue un médico y rugbista australiano que se desempeñó como apertura. Fue internacional con los Wallabies de 1920 a 1932 y su capitán.
Considerado uno de los mejores jugadores de la historia, desde 2012 es miembro del World Rugby Salón de la Fama.

## Biografía
Criado en Queensland, estudió en la prestigiosa Brisbane Grammar School en los años 1910 y se destacó en el deporte; representando a su escuela en atletismo, críquet, natación, remo, rugby y tenis; siendo capitán de la mayoría de los equipos del colegio.
Iniciada la Primera Guerra Mundial, se alistó a la Primera Fuerza Imperial Australiana, fue entrenado como artillero y sirvió en Francia con la 12ª Brigada de Artillería de Campaña durante 1918.
Después de la guerra regresó a Australia en 1919 y estudió medicina en la Universidad de Queensland, la Universidad de Sídney y la prestigiosa Universidad de Oxford. Durante 1926 vivió en Nueva Gales del Sur por negocios y jugó al fútbol australiano para el East End Football Club, resultando subcampeón de la gran final.

## Carrera
Representó a los Queensland Reds, pero como el rugby union perdió masivamente su popularidad frente al rugby league, la Unión de Rugby de Queensland dejó de funcionar (hasta 1929) y Lawton se transfirió al Sydney University Football Club en 1920.
En 1922 se ganó la beca Rhodes y se fue al Reino Unido para estudiar en el New College. Allí jugó para el equipo universitario; siendo capitán y disputando The Varsity Matches; el club Blackheath Rugby, los Leicester Tigers (el primer Wallaby en hacerlo) e incluso honrosamente para los Barbarians.
Cuando regresó a Australia en 1925, se le otorgó inmediatamente la capitanía de los New South Wales Waratahs y partió de gira a Nueva Zelanda. Fue el máximo anotador con 49 puntos.

## Selección nacional

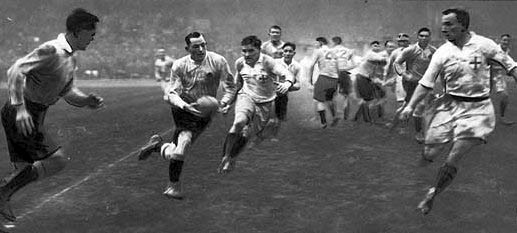
Lawton con el balón ante Inglaterra en Twickenham, 7 de enero de 1928.

En 1920 fue seleccionado a los New South Wales Waratahs para enfrentarse a los All Blacks, en aquel momento eran el principal equipo de Australia y en 1986 Rugby Australia decretó a esos partidos como pruebas. Lawton marcó un try y anotó tres penales en su debut internacional.
Formó parte de la gira de los Waratahs 1927–28 por Canadá, Francia y el Reino Unido; fue decretada internacional en 1986. Lawton jugó en 27 partidos, incluidas cinco pruebas, y fue el máximo anotador con 124 puntos en total.
Fue nombrado capitán y lideró a los Wallabies en la visita de 1929 contra los All Blacks (ganaron 3–0) y ante los Leones Británicos e Irlandeses que visitaron Australia durante su gira de 1930. Se retiró en 1932, a la edad de 33 años, después de enfrentar a los All Blacks.

## Legado
Hoy Lawton es visto como el prototipo de atleta australiano, debido a su destacada trayectoria como deportista. Su nieto, Thomas Lawton, también fue un Wallaby en los años 1980 y disputó la Copa del Mundo.
En 2007 Rugby Australia lo honró ingresándolo a su Salón de la Fama y en 2012 fue investido al World Rugby Salón de la Fama, como uno de los mejores rugbistas de toda la historia de aquel deporte.